# Rabeinu Guerxom
Rabeinu Guerxom ben Judà (960-1028), conegut com a Rabeinu Guerxom (en hebreu: רבנו גרשום), (en català: "El nostre rabí Guerxom"), i també fou generalment conegut pels estudiosos del judaisme, amb el títol de Rabeinu Gerxom Meor Hagolah (en català: "El nostre rabí Guerxom, Llum de la diàspora jueva") el rabí Guerxom, va ser un estudiós del Talmud i un legislador.

És famós fonamentalment pel sínode que va convocar al voltant de l'any 1.000 de l'Era cristiana, en el qual va instituir diverses lleis i prohibicions, entre elles la prohibició de la poligàmia en els països que eren monògams, la Llei que requereix el consentiment de les dues parts en un divorci, declarant el Cherem, o (excomunió), al marit que es divorciava de la seva esposa, sense el seu consentiment, la modificació de la norma, per la qual hom podia esdevenir un apòstata, per tal de salvar la pròpia vida, i la prohibició d'obrir la correspondència, que estava dirigida a una altra persona. Les seves normes, són considerades obligatòries per la comunitat asquenazita, però no així per la sefardita.
| « | La Ciutat Santa de Jerusalem, i les seves regions que es converteixin a la vergonya i al botí , i totes les seves coses desitjables, son enterrades i amagades , i no queda res, llevat d'aquesta Torà. | » |

Raixí de Troyes (-1105), va dir menys d'un segle després de la mort de Rabeinu Guerxom, "Tots els membres de la diàspora jueva asquenazita, són els seus estudiants." Ja en el segle xiv, Aixer ben Yechiel, va escriure que els escrits del Rabeinu Guerxom, "eren uns elements permanents, que podien haver estat dictats en el Mont Sinaí".